# Nonea macrosperma
Nonea macrosperma är en strävbladig växtart som beskrevs av Pierre Edmond Boissier och Heldr. Nonea macrosperma ingår i släktet nonneor, och familjen strävbladiga växter. Inga underarter finns listade i Catalogue of Life.